# Șîlivka, Zinkiv
Șîlivka (în ucraineană Шилівка) este localitatea de reședință a comunei Șîlivka din raionul Zinkiv, regiunea Poltava, Ucraina.

## Demografie
Componența lingvistică a localității Șîlivka
     Ucraineană (97,28%)
     Rusă (2,45%)
Conform recensământului din 2001, majoritatea populației localității Șîlivka era vorbitoare de ucraineană (97,28%), existând în minoritate și vorbitori de rusă (2,45%).